# Cubert
Cubert is een civil parish in het Engelse graafschap Cornwall. In 2001 telde het dorp 1155 inwoners.